# Aristarkh Belopolsky

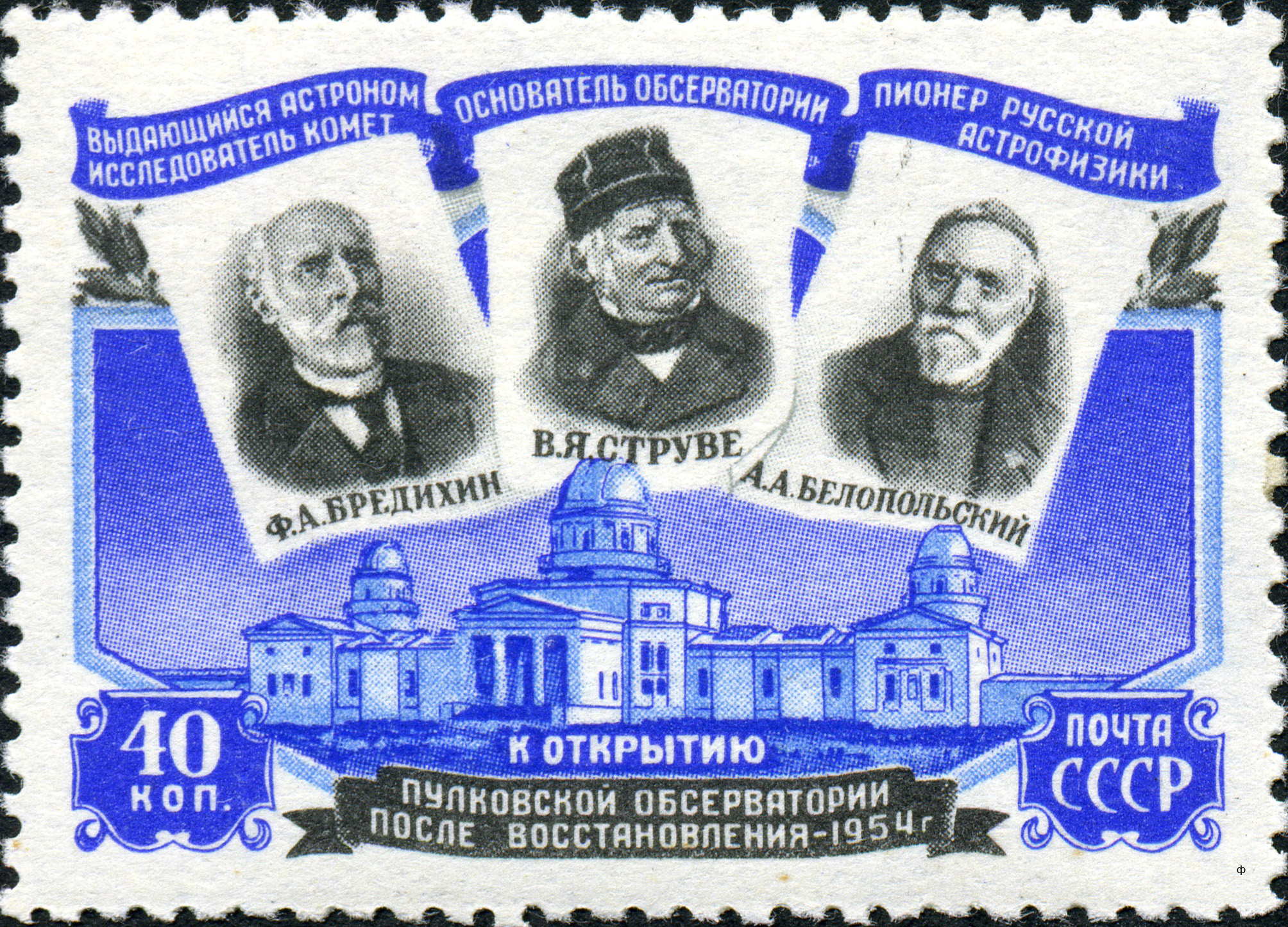
Selo da União Soviética de 1954, com Fyodor Bredikhin, Friedrich Georg Wilhelm Struve e Belopolski

Aristarj Apolónovich Belopolski (em russo:  Аристарх Аполлонович Белопольский, também citado como A. A. Belopol'skiy; Moscou, janeiro de 7 – Pulkovo, Oblast de Leningrado, 16 de maio de 1934) foi um astrônomo russo-soviético. Além de identificar diversas estrelas binárias, descobriu a rotação diferencial das franjas de Júpiter e a natureza fragmentária dos anéis de Saturno.
Belopolski graduou-se na Universidade Estatal de Moscou em 1876, e em 1878 começou a trabalhar como ajudante de Fyodor Bredikhin no Observatório de Moscou. Em 1888 começou a trabalhar no Observatório de Pulkovo.
Trabalhou com espectroscopia e descobriu diversas estrelas binárias (dentre outras conclusões, demonstrou que Castor B é uma estrela binária com período de 2,92 dias).
Foi amigo de Oskar Backlund, a quem sucedeu depois de sua morte em 1916 como diretor do Observatório de Pulkovo.
O asteroide 1004 Belopolskya é denominado em sua memória. Recebeu o Prêmio Lalande de 1918.

## Necrologias
- ApJ 80 (1934) 81
- MNRAS 95 (1935) 338
- Obs 57 (1934) 204